# Mimic 2
Mimic 2 è un film del 2001 diretto da Jean de Segonzac, la cui sceneggiatura si basa su un racconto omonimo dello scrittore Donald A. Wollheim.
Uscito direct-to-video in home video, è il primo sequel di Mimic, del 1997 (mentre il secondo è Mimic 3, realizzato nel 2003).

## Trama
Strane sparizioni preavvisano la presenza di un mostro nel quartiere in cui si trova la protagonista del film. Come nel primo episodio si tratta di un esemplare di un insetto mutato geneticamente, e capace di assumere sembianze quasi umane confondendosi con il favore delle tenebre.